# جون تي. ماكمانوس
جون تي. ماكمانوس هو صحفي وسياسي أمريكي، ولد في 1904، وتوفي في نوفمبر 1961. نشط حزبياً في Independent-Socialist Party ‏.